# Zona Punk
Zona Punk foi um portal brasileiro especializado em bandas alternativas e independentes de rock, criado em 1999. Foi chamado por sites especializados de um dos maiores portais de rock da América Latina e de "o maior site independente da América Latina no ramo de música independente e alternativa". O portal recebeu em 2003 o Prêmio Dynamite de Música Independente, premiação da música independente no Brasil, oferecido pela revista de mesmo nome, na categoria "Melhor Site ou Coluna Online" e ficou entre os finalistas em várias outras ocasiões, como em 2005 e 2007 (ano em que o prêmio foi chamado de Prêmio Toddy de Música Independente).
O portal tem como CEO e editor o jornalista Wladimyr Cruz, conhecido também como Wlad Cruz, que publicou um livro chamado "Foda-se Lester Bangs" contando as histórias vividas em aventuras jornalísticas para entrevistar famosos músicos para o portal.
O Zona Punk já entrevistou diversas bandas do estilo, como o Varukers e o 999. O portal mantém uma premiação de melhores do ano. O Zona Punk também promove shows e tem selo próprio, o Zona Punk Records.
Em 2009, a banda Cine tornou-se a responsável pela abertura dos shows da banda McFly no Brasil após ser escolhida em uma votação do portal.
O portal se encerra em 20 de dezembro de 2020.